# Chlorospatha besseae
Chlorospatha besseae là một loài thực vật có hoa trong họ Ráy (Araceae). Loài này được Madison mô tả khoa học đầu tiên năm 1985.